# Long Island, Newfoundland (Hermitage Bay)
Long Island är en ö i Kanada.   Den ligger i provinsen Newfoundland och Labrador, i den östra delen av landet, 1 500 km öster om huvudstaden Ottawa. Arean är 96 kvadratkilometer. Ön och dess huvudort Gaultois ligger vid viken Hermitage Bay. 
Terrängen på Long Island är platt. Öns högsta punkt är 243 meter över havet. Den sträcker sig 11,9 kilometer i nord-sydlig riktning, och 17,5 kilometer i öst-västlig riktning.
Runt Long Island är det glesbefolkat, med 17 invånare per kvadratkilometer.